# Palpomyia schmidti
Palpomyia schmidti är en tvåvingeart som beskrevs av Maurice Emile Marie Goetghebuer 1934. Palpomyia schmidti ingår i släktet Palpomyia och familjen svidknott. Inga underarter finns listade i Catalogue of Life.